# R.J. Reynolds Tobacco Company
R.J. Reynolds Tobacco Company (RJR) – drugie pod względem wielkości przedsiębiorstwo tytoniowe w Stanach Zjednoczonych (za Altria Group). Siedziba firmy mieści się w Winston-Salem, w Karolinie Północnej. Przedsiębiorstwo zostało założone przez R.J. Reynoldsa w 1874 roku.